# Gaia Weiss

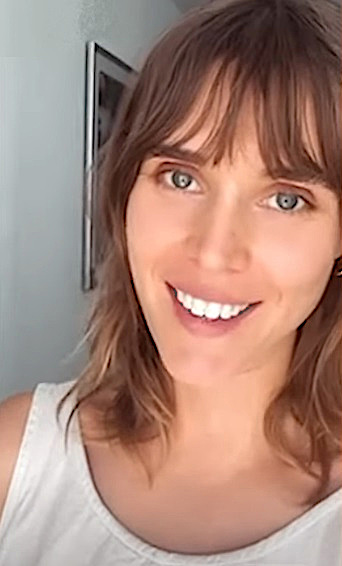
Gaia Weiss im Jahr 2024

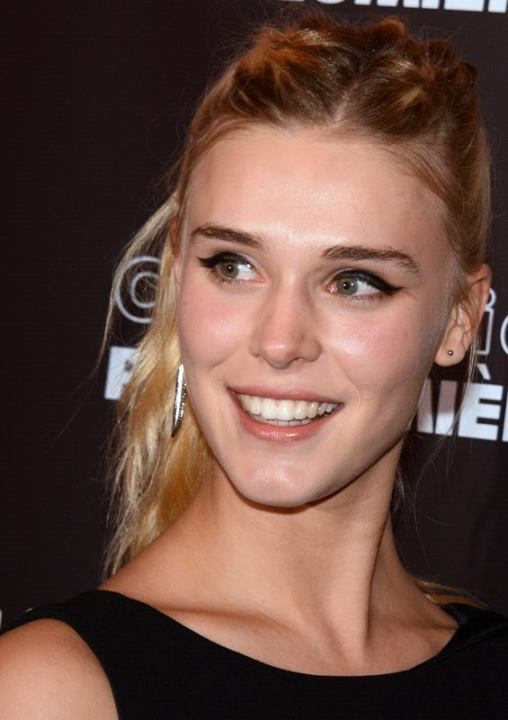
Weiss beim Prix Lumières 2014

Gaia Weiss (* 30. August 1991 in Paris als Gaïa Weiss) ist eine französische Schauspielerin und Model.

## Leben und Karriere
Gaia Weiss wurde im August 1991 in Paris geboren. Ihre Eltern haben französisch-polnische Wurzeln. Im Alter von drei Jahren begann sie mit dem Ballett und wurde darin ausgebildet. Später besuchte sie die London Academy of Music and Dramatic Art. Ihre Schauspielkarriere begann sie 1999.
2013 war sie in den italienischen Spielfilmen Bianca come il latte, rossa come il sangue und im Schweizer Filmdrama Mary Queen of Scots zu sehen. International bekannt wurde sie 2014 an der Seite von Kellan Lutz in dem Actionfilm The Legend of Hercules als weibliche Hauptdarstellerin Hebe. Im selben Jahr erhielt sie die Nebenrolle der Þorunn in der kanadisch-irischen Fernsehserie Vikings. 2019 spielte sie die Rolle der Ippolita Sforza von Aragon in der Serie Die Medici.

## Filmografie
- 2013: Bianca come il latte, rossa come il sangue
- 2013: Mary – Königin von Schottland (Mary Queen of Scots)
- 2014: The Legend of Hercules
- 2014–2015: Vikings (Fernsehserie, 13 Folgen)
- 2015: Les profs 2
- 2016: Outlander: Die Highland Saga (Outlander, Fernsehserie, Folge 2x04)
- 2017: Overdrive
- 2018: We Are Boats
- 2019: Alien: Containment (Kurzfilm)
- 2019: Judy
- 2019: Die Medici (Fernsehserie, Folge 3x03)
- 2020: Meander – Survival Instinct (Méandre)
- 2020: La Révolution (Fernsehserie, 8 Folgen)
- 2021: Shepherd
- 2022: The Bunker Game
- 2022: Marie Antoinette (Fernsehserie, 4 Folgen)